# Tamsola tarda
Tamsola tarda är en fjärilsart som beskrevs av Edward P. Wiltshire 1946. Tamsola tarda ingår i släktet Tamsola och familjen nattflyn. Inga underarter finns listade i Catalogue of Life.